# Mayonaise (canción)
«Mayonaise» es una canción de la banda estadounidense de rock alternativo, The Smashing Pumpkins, perteneciente a su segundo álbum de estudio, Siamese Dream.

## Composición
Fue escrita por Billy Corgan y James Iha y se grabó desde diciembre de 1992 a marzo de 1993 en Triclops Sound Studios. Según Corgan, el sonido del silbido que se escucha en la canción provino de una guitarra barata que compró, que, cuando dejaba de tocar, creaba el sonido de un silbido. Corgan aparentemente obtuvo el título de la canción después de mirar "en su refrigerador". Posteriormente, afirmó en una entrevista de una emisora de radio colombiana que el nombre representa la fonética del inglés "My Own Eyes".

## Recepción
A pesar de haber obtenido una considerable reproducción en la radio y seguir siendo una de las favoritas de los fanáticos, «Mayonaise» nunca fue un sencillo lanzado oficialmente. En 2012 ganó una encuesta de lectores en la revista Rolling Stone por "Las mejores canciones de Smashing Pumpkins" por un margen significativo.